# Rachele Bruni
Rachele Bruni (Florencia, 4 de noviembre de 1990) es una deportista italiana que compite en natación, en la modalidad de aguas abiertas.
Participó en dos Juegos Olímpicos de Verano, en los años 2016 y 2020, obteniendo una medalla de plata en Río de Janeiro 2016, en la prueba de 10 km.
Ganó tres medallas en el Campeonato Mundial de Natación, en los años 2017 y 2019, y catorce medallas en el Campeonato Europeo de Natación entre los años 2008 y 2022.

## Palmarés internacional
| Juegos Olímpicos   | Juegos Olímpicos        | Juegos Olímpicos  | Juegos Olímpicos |
| Año                | Lugar                   | Medalla           | Prueba           |
| ------------------ | ----------------------- | ----------------- | ---------------- |
| 2016               | Río de Janeiro (Brasil) | Medalla de plata  | 10 km            |
| Campeonato Mundial |                         |                   |                  |
| Año                | Lugar                   | Medalla           | Prueba           |
| 2017               | Budapest (Hungría)      | Medalla de bronce | Equipo mixto     |
| 2019               | Gwangju (Corea del Sur) | Medalla de plata  | Equipo mixto     |
| 2019               | Gwangju (Corea del Sur) | Medalla de bronce | 10 km            |
| Campeonato Europeo |                         |                   |                  |
| Año                | Lugar                   | Medalla           | Prueba           |
| 2008               | Dubrovnik (Croacia)     | Medalla de oro    | 5 km             |
| 2008               | Dubrovnik (Croacia)     | Medalla de oro    | Equipo mixto     |
| 2010               | Budapest (Hungría)      | Medalla de plata  | Equipo mixto     |
| 2011               | Eilat (Israel)          | Medalla de oro    | 5 km             |
| 2011               | Eilat (Israel)          | Medalla de oro    | Equipo mixto     |
| 2011               | Eilat (Israel)          | Medalla de plata  | 10 km            |
| 2012               | Piombino (Italia)       | Medalla de oro    | 5 km             |
| 2012               | Piombino (Italia)       | Medalla de oro    | Equipo mixto     |
| 2016               | Hoorn (Países Bajos)    | Medalla de oro    | 10 km            |
| 2016               | Hoorn (Países Bajos)    | Medalla de oro    | Equipo mixto     |
| 2018               | Glasgow (Reino Unido)   | Medalla de bronce | 5 km             |
| 2021               | Budapest (Hungría)      | Medalla de oro    | Equipo mixto     |
| 2021               | Budapest (Hungría)      | Medalla de bronce | 10 km            |
| 2022               | Roma (Italia)           | Medalla de oro    | Equipo mixto     |